# Finanznachrichten.de
Finanznachrichten.de (Eigenschreibweise: FinanzNachrichten.de) ist ein im Jahr 2000 gegründetes, deutschsprachiges Finanzportal. Es wird von der Zürcher ABC New Media AG betrieben. Im Februar 2019 verkaufte Unternehmensgründer Markus Meister die ABC New Media AG für 2,8 Millionen Euro an die börsennotierte wallstreet:online AG, die unter anderem das Finanzportal wallstreet:online verantwortet.

## Geschichte, Geschäftsmodell, Struktur
Finanznachrichten.de bietet nach eigenen Angaben täglich über 12.000 deutsch- und englischsprachige Nachrichten aus über 600 internationalen Medien an (Stand: November 2021). Neben einer individualisierbaren News-Seite werden Kurse von Aktien, Fonds, Anleihe, Rohstoffen, Zertifikaten und Devisen präsentiert.
Laut Christoph A. Scherbaum handelt es sich bei finanznachrichten.de um ein umfassendes Newsportal für Börsen- und Unternehmensnachrichten. Die Nachrichten würden aus fast 400 unterschiedlichen Quellen zusammengetragen und übersichtlich dargestellt. Auch Realtimekurse seien abrufbar, die über Lang & Schwarz sowie die Berliner Tradegate geliefert werden.
Finanznachrichten.de verzeichnete nach der IVW-Zählung für den Oktober 2021 5,12 Mio. Besuche und 38,46 Mio. Seitenaufrufe.